# Адміністративний поділ Південного федерального округу
Південний федеральний округ РФ поділяється на 8 республік, 2 краї, 3 області.
| №п/п       | Регіон суб'єкт федерації | Площа (км²) | Населення 9 жовтня 2002 | Центр          | Склад                                                           | Докладніше |
| Республіки |                          |             |                         |                |                                                                 |            |
| 1          | Адигея                   | 7 600       | 447 000                 | Майкоп         | 7 районів і 2 міста                                             | докладніше |
| 2          | Дагестан                 | 50 300      | 2 584 0000              | Махачкала      | 41 район і 10 міст                                              | докладніше |
| 3          | Інгушетія                | 3 400       | 469 000                 | Магас          | 4 райони і 4 міста                                              | докладніше |
| 4          | Кабардино-Балкарія       | 12 500      | 901 000                 | Нальчик        | 9 районів і 2 міста                                             | докладніше |
| 5          | Калмикія                 | 76 100      | 292 000                 | Еліста         | 13 районів і 1 місто                                            | докладніше |
| 6          | Карачаєво-Черкесія       | 14 100      | 440 000                 | Черкеськ       | 8 районів і 2 міста                                             | докладніше |
| 7          | Північна Осетія — Аланія | 8 000       | 710 000                 | Владикавказ    | 8 районів і 1 місто                                             | докладніше |
| 8          | Чечня                    | 15 900      | 1 100 000               | Грозний        | 16 районів і 5 міст                                             | докладніше |
| Краї       |                          |             |                         |                |                                                                 |            |
| 1          | Краснодарський край      | 76 000      | 5 124 000               | Краснодар      | 38 районів і 15 міст                                            | докладніше |
| 2          | Ставропольський край     | 66 500      | 2 731 000               | Ставрополь     | 26 районів і 10 міст                                            | докладніше |
| Області    |                          |             |                         |                |                                                                 |            |
| 1          | Астраханська             | 44 100      | 1 007 000               | Астрахань      | 11 районів і 3 міста                                            | докладніше |
| 2          | Волгоградська            | 113 900     | 2 703 000               | Волгоград      | 33 райони і 6 міст                                              | докладніше |
| 3          | Ростовська               | 100 800     | 4 407 000               | Ростов-на-Дону | 43 райони і 16 міст                                             | докладніше |
|            | Разом                    | 589 200     | 22 915 000              | Ростов-на-Дону | 257 районів і 77 міст у складі 8 республік, 2 країв, 3 областей |            |

Нотатки:

До складу Південного федерального округу також входить  окуповані території Україні, такі як Республіка Крим та місто федерального значення Севастополь